# Skulpturenboulevard
Der Skulpturenboulevard war eine temporäre Ausstellung von sieben Großskulpturen und Installationen im öffentlichen Raum in Berlin zwischen Rathenau- und Wittenbergplatz aus Anlass der 750-Jahr-Feier Berlins im Jahr 1987 sowie im Zusammenhang des Kulturhauptstadtjahrs 1988.
Das Projekt wurde vom Neuen Berliner Kunstverein (NBK) im Auftrag des damaligen Kultursenators Volker Hassemer durchgeführt. Die Ausstellung zählt zu den umstrittensten Kunstpräsentationen in der deutschen Nachkriegsgeschichte. Der Befürworter Bazon Brock sprach dagegen von der „vielleicht größte[n] öffentliche[n] Diskussion um die Kunst der Moderne nach 1945“.

## Skulpturen

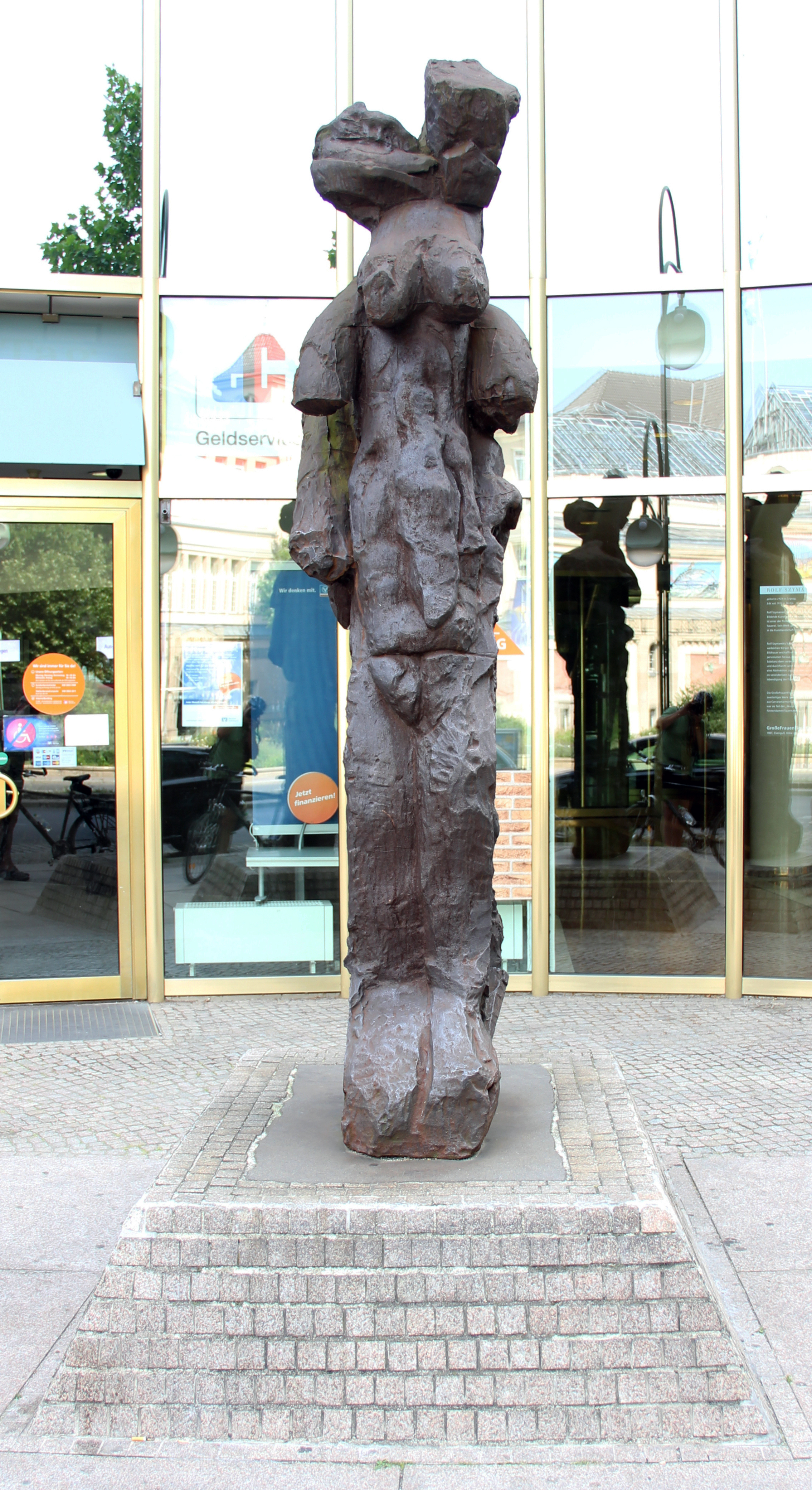
GroßeFrauenFigurBerlin, Rolf Szymanski; versetzt nach Berlin-Tiergarten, Budapester Straße 35

Im Jahr 1985 beauftragte Volker Hassemer (CDU), der damalige Senator für Kulturelle Angelegenheiten, den Neuen Berliner Kunstverein (NBK) unter Leitung von Lucie Schauer mit der Organisation eines Skulpturenwegs in der City von West-Berlin: Kurfürstendamm und Tauentzienstraße.
Folgende Berliner Künstler wurden für ein „Museum auf Zeit“ ausgewählt:
- Frank Dornseif (Großer Schatten mit Sockel, Skulptur, Kurfürstendamm Ecke Wielandstraße),[4]
- Josef Erben[7] (Pyramide, Skulptur, Kurfürstendamm Ecke Bleibtreustraße),
- Olaf Metzel (13.4.1981 („Randaledenkmal“)[8][9] Skulptur, Joachimsthaler Straße Ecke Kurfürstendamm). Die offizielle Bezeichnung des Denkmals war: „13.4.1981“. Bei der Bezeichnung „Randaledenkmal“ handelt es sich um einen von der Presse erfundenen Begriff, der allerdings mittlerweile auch Eingang in die kunstwissenschaftliche Berichterstattung gefunden hat.
- George Rickey (Two Lines Excentric Jointed With Six Angels, Kinetische Skulptur, Breitscheidplatz / Kurfürstendamm),
- Brigitte und Martin Matschinsky-Denninghoff (Berlin, Skulptur, Mittelstreifen der Tauentzienstraße zwischen Nürnberger und Marburger Straße),
- Rolf Szymanski (GroßeFrauenFigurBerlin, zweifigurige Skulptur, Albrecht-Achilles-Straße Ecke Kurfürstendamm),
- Wolf Vostell (2 Beton Cadillacs in Form der nackten Maja, Auto-Beton-Skulptur, Rathenauplatz / Kurfürstendamm).

Nicht realisiert wurden von Edward Kienholz und Nancy Reddin Kienholz: The Dumb Dumm Duel, Installation/Aktionskonzept für den Adenauerplatz und The Ozymandias Parade, Multi-Media-Installation vor der Schaubühne am Lehniner Platz.
Die Organisatoren hielten die beiden Projekte des Ehepaars für zu „provokativ“ und riskant, da sie während und gegen Erich Honeckers Besuch in West-Berlin stattfinden sollten.
Für das Projekt standen 1,8 Millionen Mark zur Verfügung, nach Angabe der zuständigen Kuratorin Barbara Straka waren es 1,2 Millionen Mark. Jede Skulptur wurde mit 50.000 Mark honoriert. Die Ausstellung dauerte vom 27. April 1986 bis zum 14. März 1987. Trotz der zeitlichen Befristung blieben nach Ausstellungsende noch drei Skulpturen an ihrem Standort: Vostells Beton-Cadillacs, Erbens Pyramide und Matschinsky-Denninghoffs Berlin.

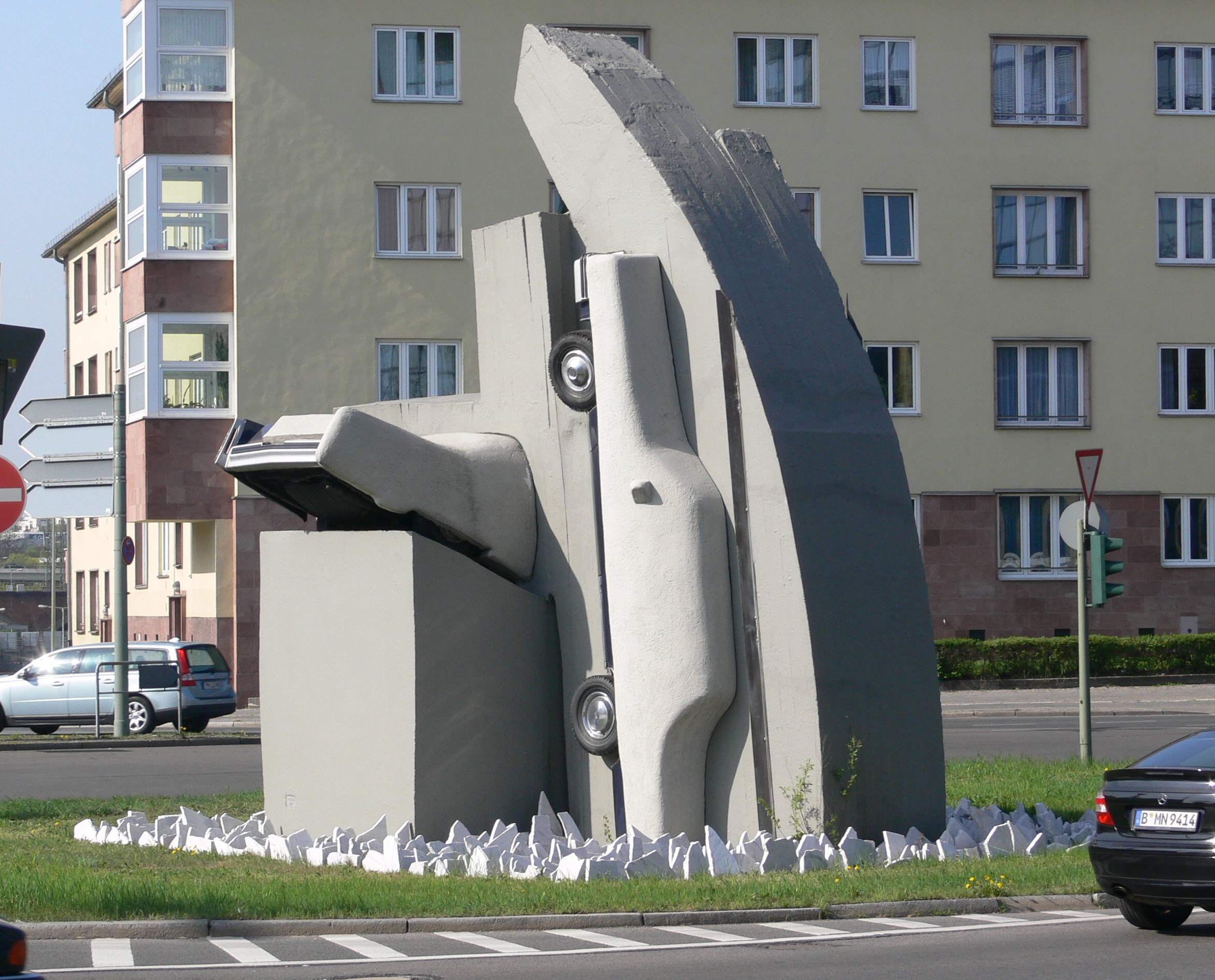
2 Beton Cadillacs in Form der nackten Maja, Wolf Vostell.
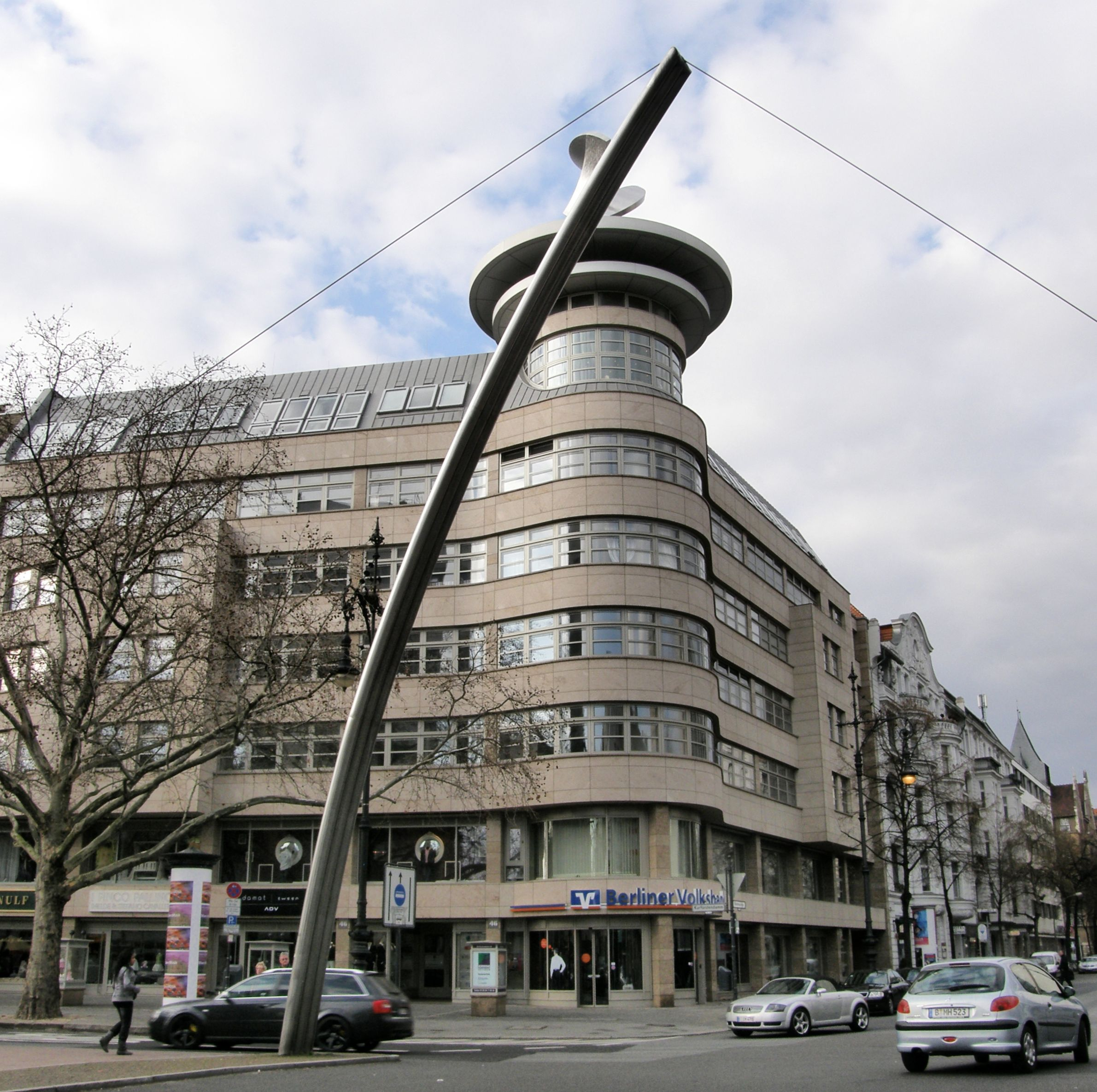
Pyramide, Josef Erben.
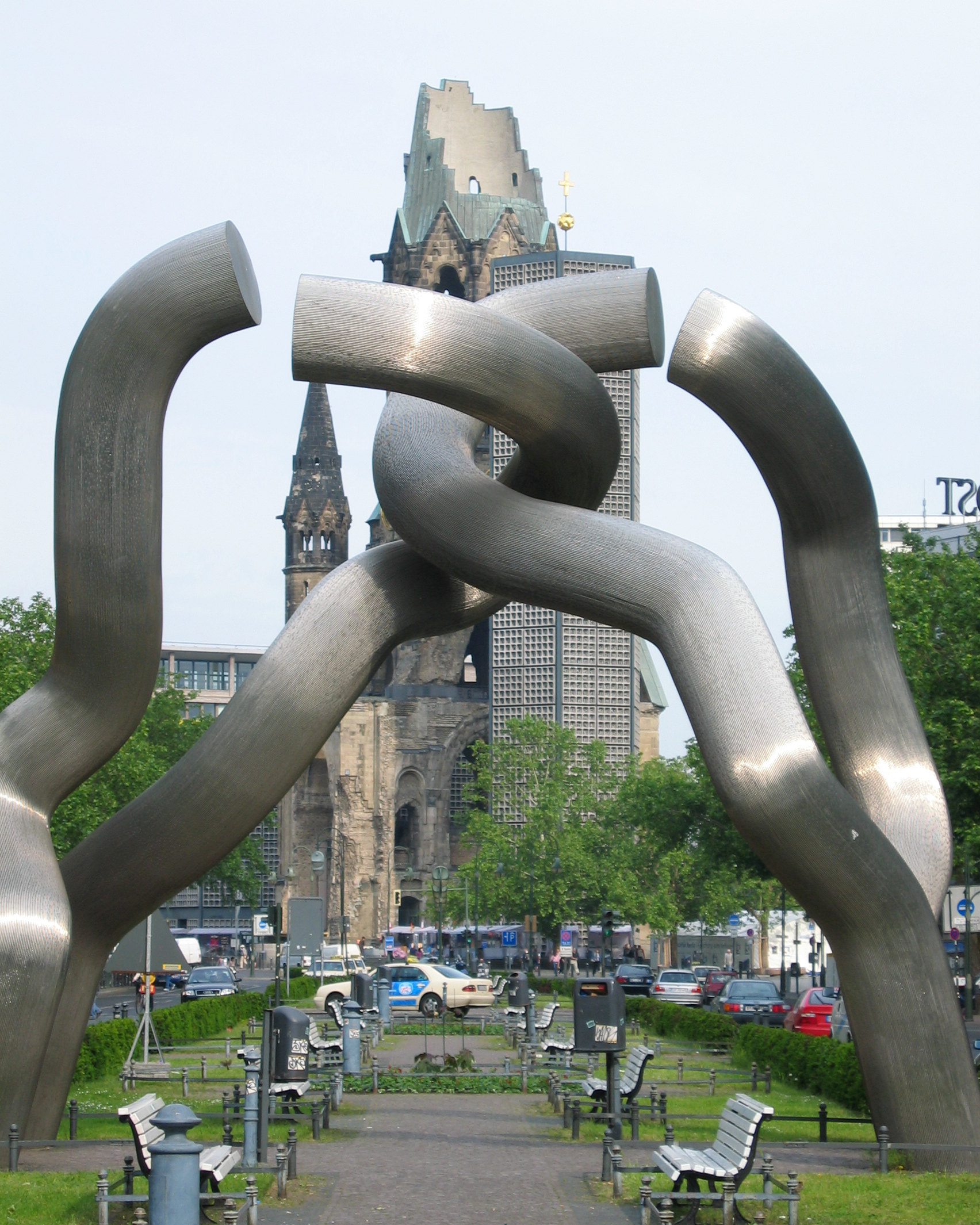
Berlin, Matschinsky-Denninghoff.

## Rezeption
Ursprünglich war der Skulpturenweg dazu gedacht, Berlins „Modernität“ im Rahmen eines historischen Stadtjubiläums demonstrativ unter Beweis zu stellen. Zwar rechnete Hassemer vorweg mit Widerstand, doch unterschätzte er völlig die Dimensionen des kommenden Protestes. Die Zurschaustellung abstrakter Monumentalplastik war bis dahin abgeschirmten Räumen, Parks und Plätzen vorbehalten und traf nun wie ein Schock auf die Wahrnehmung der Gesamtbevölkerung.
Nach einer Rias-Umfrage lehnten 76 Prozent der Bevölkerung die Skulpturen ab und empfanden die Objekte als „greuliche Mißbildungen“. Es wurden gegen die Ausstellung eine Bürgerinitiative mit Ephraim Kishon als Schirmherren gebildet, Unterschriften gesammelt und Demonstrationen durchgeführt. Auch die Kunst selbst in Form von Happenings wurde gegen das Projekt in Stellung gebracht.
Das Ausmaß des Widerstands schockierte wiederum die Kunstszene. Die Organisatorin Lucie Schauer äußerte: „Auf solche Abenteuer waren wir nicht gefaßt.“ In der Rückschau betrachten spätere Kommentatoren die damaligen Ereignisse mit Verwunderung und Unverständnis, der Gewöhnungsprozess an abstrakte Großplastik hatte mittlerweile die Bevölkerung erreicht.

## Filme
- Was wurde aus dem Berliner Skulpturen-Boulevard? Fernseh-Reportage, Deutschland, 2016, 4:14 Min., Moderation: Ulli Zelle, Kamera: Jürgen Jahn, Produktion: rbb, Reihe: Die Sonntagsfrage, Redaktion: Abendschau, Erstsendung: 13. März 2016 bei rbb Fernsehen, Inhaltsangabe und online-Video.
- Interviews zum Berliner Skulpturenboulevard